# 誘起性有害物質
誘起性有害物質（ゆうきせいゆうがいぶっしつ）とは食品の調理、加工、保存、流通などの過程で食品中に生成される化学物質のうち、健康障害を招く恐れのあるもの。

## 脂質の過酸化物
食品の油脂に含まれる不飽和脂肪酸が空気中の酸素や光、熱などにより酸化され、変質したもの。過酸化脂質は消化管から吸収されると酵素系を阻害し、動脈硬化や老化の一因となる。

## N-ニトロソ化合物
アミン、アミド、グアニジン、尿素などの窒素化合物は窒素酸化物と反応してN-ニトロソ化合物となる。N-ニトロソアミドはDNAをアルキル化することにより強い発癌性を示す。

## 熱分解生成物
調理の過程で発生する熱分解生成物の代表例はヘテロサイクリックアミンであり、これは実験動物の肝臓、腎臓、消化管などに発癌性を示す。